# NGC 1769
NGC 1769 је емисиона маглина у сазвежђу Златна риба која се налази на NGC листи објеката дубоког неба.
Деклинација објекта је - 66° 27' 49" а ректасцензија 4h 57m 44,7s. Привидна величина (магнитуда) објекта NGC 1769 износи 12,8. NGC 1769 је још познат и под ознакама ESO 85-EN23.